# シャマリエール
シャマリエール （Chamalières、オクシタニア語: Chamaleiras）は、フランス、オーヴェルニュ＝ローヌ＝アルプ地域圏、ピュイ＝ド＝ドーム県のコミューン。

## 地理
シャマリエールはクレルモン＝フェランの西側に位置する。2012年の調査によれば、シャマリエールの人口は県第4位であった。シャマリエールは一般的に、クレルモン＝フェランの「ヌイイ＝シュル＝セーヌ」だと言われる。それは、豪華な別荘があり、軟石で建てられた建物があり、クレルモン＝フェランの丘には都市公園があり、ヴォルカン・ドーヴェルニュ地域圏自然公園の一部であるからである。
シャマリエールは、クレルモン＝フェランと、カジノを併設するスパの町ロワイヤの間に挟まれているが、このカジノはシャマリエールの中にある。
コミューンの中をティルテーヌ川が横切る。

## 由来
シャマリエールの名は、メルクリウスの神殿Cadmillusに由来する。その神殿には、Cameli Juvenesと呼ばれる少年、Camelœ Juvenesと呼ばれる少女が仕えていた。

## 歴史
一部の著述家たちは、650年、クレルモン司教であった聖ジュネスがシャマリエールの創設者であったとみなす。
シャマリエールはオーヴェルニュのドーファン家が領有した。
シャマリエールは、オーヴェルニュの都市の古い郊外であった。毎年4月25日に行われるサン・マールの祝祭の時、クレルモン＝フェランとロワイヤを結ぶ通路のある、簡素な町であった。
シャマリエールの現代史でマークされるのは、1974年、市庁舎のバルコニーで市長ヴァレリー・ジスカール・デスタンがフランス共和国大統領に指名されたことである。彼は第1回投票でジャック・シャバン＝デルマスに、第2回投票でフランソワ・ミッテランに勝利している。
現在の市長ルイ・ジスカール・デスタンは、ヴァレリー・ジスカール・デスタンの息子である。

## 人口統計
| 1962年 | 1968年 | 1975年 | 1982年 | 1990年 | 1999年 | 2006年 | 2012年 |
| ------ | ------ | ------ | ------ | ------ | ------ | ------ | ------ |
| 14 837 | 17 775 | 18 075 | 17 486 | 17 301 | 18 136 | 17 689 | 17 480 |

source=1999年までLdh/EHESS/Cassini、2004年以降INSEE

## 史跡
- ノートルダム教会 - 10世紀から12世紀。1840年に歴史文化財登録[8]。
- ロワイヤ駅 - シャマリエールにある。1994年に歴史文化財登録[9]。
- メゾン・ゴーティエ - 2000年に歴史文化財登録[10]。
- フランス銀行印刷局 - 5mの高さの壁と有刺鉄線に囲まれる。国内で唯一ユーロ紙幣を印刷する場所である。
- 建築家ヴァランタン・ヴィニュロンによる多くの別荘建物

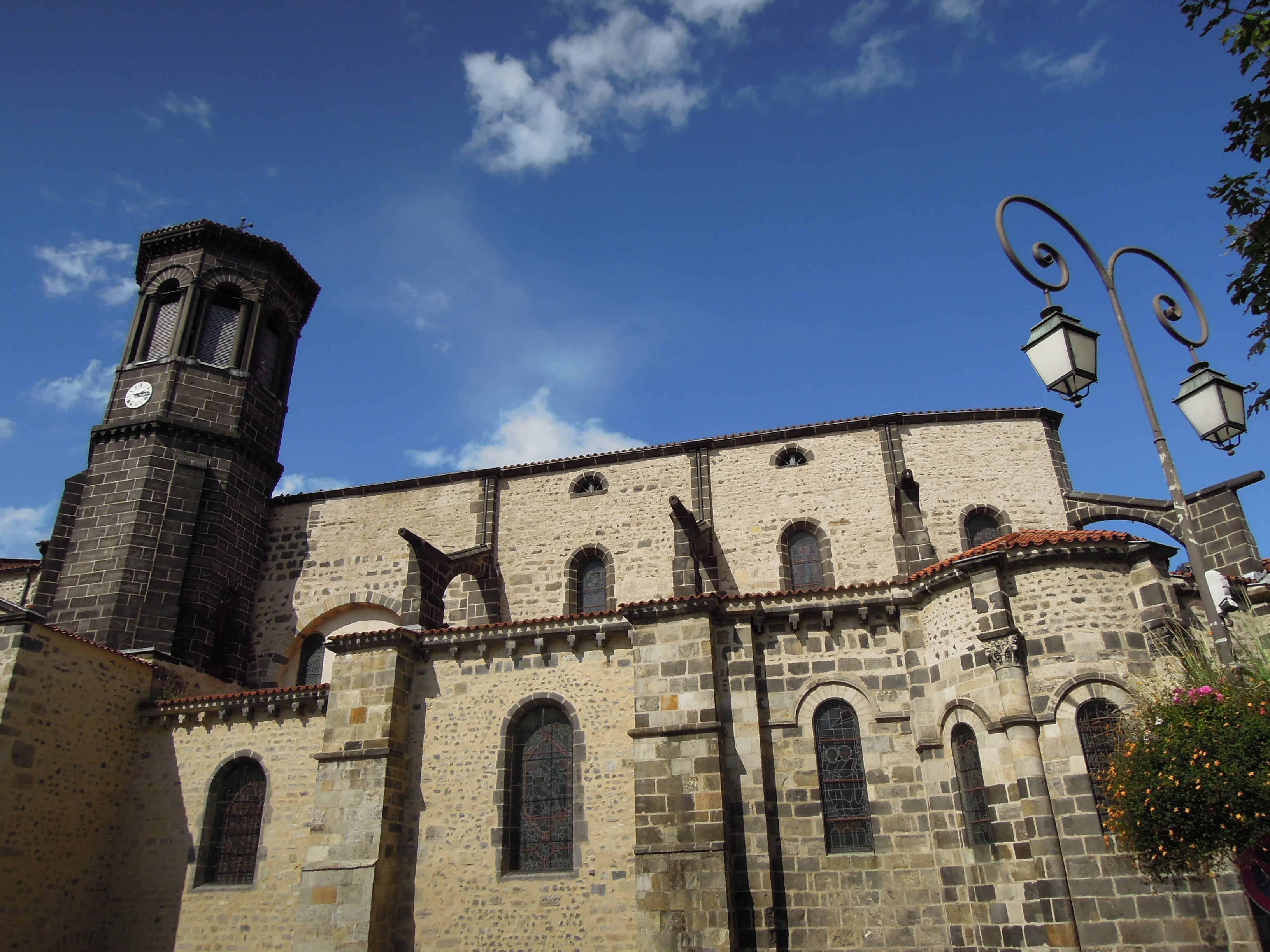
ノートルダム教会
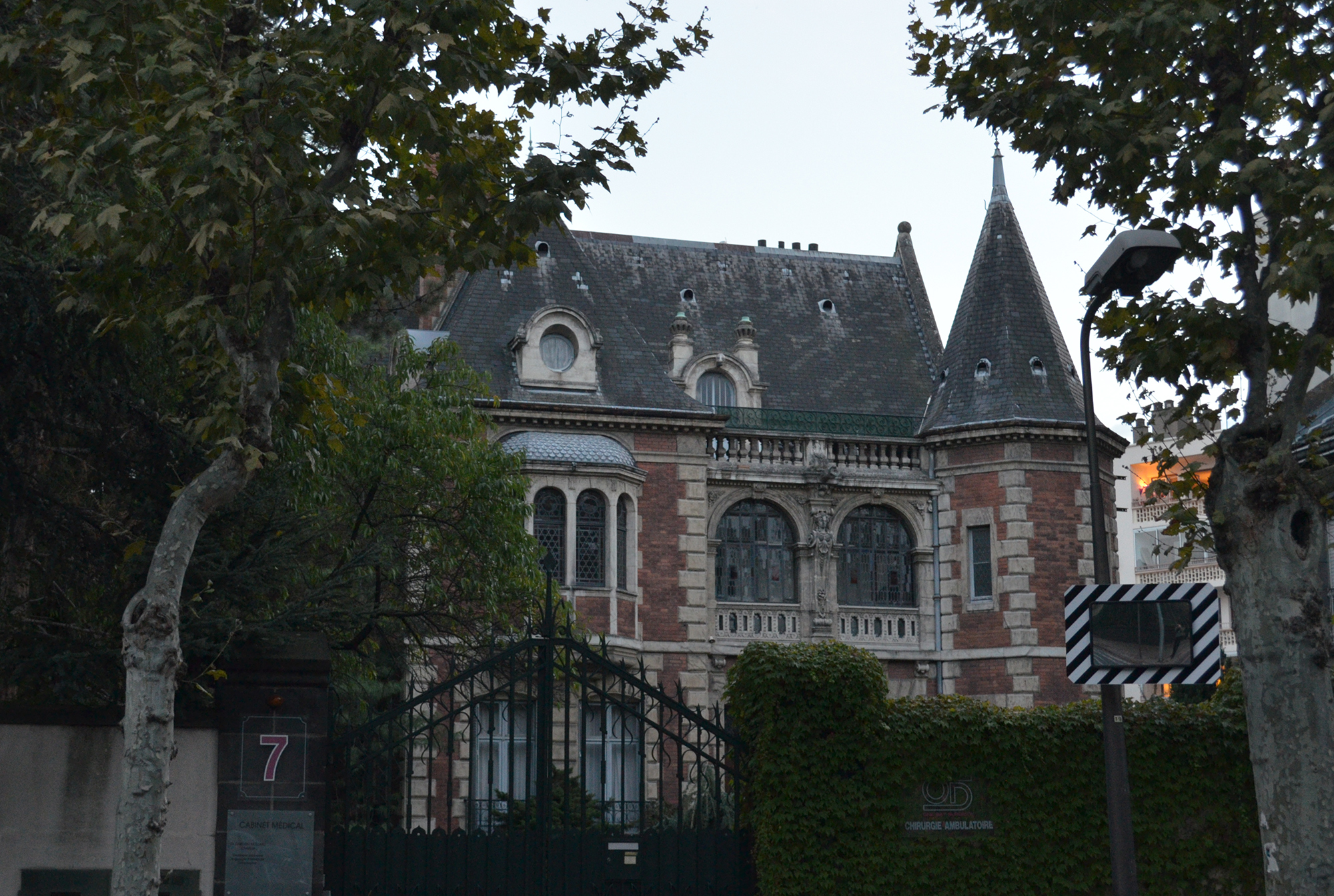
メゾン・ゴーティエ

## ゆかりの人物
- ピエール・シェンデルフェール

## 姉妹都市
- ゲレストリート、ドイツ
- ケンディエ、マリ共和国
- エンデグエン、マリ共和国